# John Heysham Gibbon
John Heysham Gibbon Jr., AB, MD (Filadélfia, 29 de setembro de 1903 — 5 de fevereiro de 1973) foi um cirurgião estadunidense.